# Estació de Montesa
|  | Per a l'estació de Renfe del poble de Montesa a la comarca de la Costera al País Valencià vegeu Estació de Montesa (Renfe) |

Montesa és una estació de les línies T1, T2 i T3 de la xarxa del Trambaix situada sobre l'avinguda de Cornellà, a l'altura del carrer Montesa, a Esplugues de Llobregat; i es va inaugurar el 3 d'abril de 2004, amb l'obertura del Trambaix.
| Trambaix               |            |                      |                                 |                               |
| Procedència/Destinació | <          | Línia                | >                               | Procedència/Destinació        |
| Francesc Macià         | La Sardana |                      | El Pedró                        | Bon Viatge                    |
| Francesc Macià         | La Sardana | Llevant - les Planes | El Pedró                        |                               |
| Francesc Macià         | La Sardana |                      | Hospital Sant Joan Despí \| TV3 | Sant Feliu - Consell Comarcal |